# Еби Шуто
Ебигејл Бетовен "Еби"/"Ебс" Шуто (енгл. Abigail Beethoven "Abby/Abbs" Sciuto) измишљени је лик у америчкој драмској телевизијској серији Морнарички истражитељи канала ЦБС коју тумачи Поли Перет. У епизоди 10. сезоне „Саобраћајна несрећа“, малу Еби је играла Брајтон Шарбино у бљесковима из прошлости. Лик Еби је представљен у епизодама „Ледена краљица (1. део)“ и „Отапање (2. део)“ телевизијске емисије Војни адвокати (које су заједно служиле као пробне епизоде за Морнаричке истражитеље), а све до маја 2018. се појављивала у свакој епизоди серије. Поред тога, појавила се и у огранак серијама Морнарички истражитељи: Лос Анђелес и Морнарички истражитељи: Њу Орлеанс. Ова улога је учинила Перетову једном од најпопуларнијих глумица 2011. на америчкој телевизији у ударном термину према Кју скору.
Ебигејл је форензичарка у седишту Морнаричко злочино-истражитељске службе у Вашингтону, са стручношћу у балистици, дигиталној форензици и ДНК анализи. У првој епизоди седме сезоне „Истина или последице“, Динозо ју је, док је био под утицајем серума истине, описао као „парадокс умотан у оксиморон угушен противречностима у изражавању. Спава у ковчегу. Она је стварно најсрећнија готичарка коју можете да упознате“. Ликаима готичарски стил облачења и занимање за смрт и натприродни контраст са њеним уопштено хиперактивним понашањем и надахнућем у вези са њеним радом.
Перетова је 4. октобра 2017. објавила да ће напустити серију по завршетку 15. сезоне. ЦБС је њену последњу епизоду емитовао 8. маја 2018.

## Концепт и избор глумице
Пре него што је почела да се бави глумом, Поли Перет је студирала на факултету за криминалистичке науке "Џон Џеј" у Њујорку, пошто је раније тежила да „ради са животињама, да буде у рокенрол бенду или да буде агенткиња ФБИ-ја“. На крају је почела да глуми, а касније је рекла "Не постоји дрога коју сам икада узимала која је деловала тако добро као што је глума. Оно што тражите код злоупотребе супстанци је бекство. Али са глумом, можете побећи у 1.000 различитих ствари без да се скоро убијете. Глума је потпуна дрога!"
Перетова је добила улогу Еби Шуто 2003. На тему стварања свог лика и његове сврхе, рекла је: „[Творац Морнаричких истражитеља] Дон Белисарио ми је рекао да је, када је правио Магнум ЛИ, желео да представи вијетнамског ветеринара који је пркосио негативном стереотипу. Тако да је са Еби желео да узме некога ко је потпуно алтернативног и срећну особу заједно са њом. Сценарио је рекао о њој: црна коса, са кофеином и паметна... Она је потпуно несвесна да ико мисли да изгледа чудно и да се никада не бори за то.
Дечја глумица Брајтон Шарбино добила је улогу 10-годишње Еби за епизоду 10. сезоне „Саораћајна несрећа“ која је садржала неколико бљесака из прошлости са малом Еби. Шарбинова, која је јако личила на Перетову, наводно је провела неко време са њоим „делимично да би схватила манире ветеринара, морнаричких истражитеља и слично“.

## Карактеризација
Еби је приказана како има готички стил облачења, а међу одећом су и црне хаљине и мајице, минићи и готчарски накит, муђе ком су и наногице и прстење за ноге. Има фарбану косу и кике (због тога што је Перетина фарбана јер је природна плавуша) и има најмање девет тетоважа на врату, рукама, леђима, глежњу и другим местима. Чини се да јој је огрлица за врат један од њених омиљених комада накита. Док су неке од тетоважа Перетеове и праве, друге су шминке, као што је велики крст на леђима који се примећује у приликама када Перетова показује своја гола леђа пред камером. Паукова мрежа на њеном врату такође није стварна јер је продуцент Белисарио желео да лик има тетоважу која би била видљива (скоро) све време. Међутим, Перетова је изразила несклоност према тетоважи паука, рекавши: „Потребно је само неколико минута да се уради, али делује као стара жвакаћа гума“ и пожелела је епизоду у којој би је њен лик Еби уклонила. Остале необичне особине лика су да има плишаног нилског коња по имену „Берт“ који испушта ветрове (прди) када се стисне, што је коришћено за комични ефекат када је Еби узнемирена. Она украшава неке од области у својој лабораторији играчкама као што су лутке „Крваруше“ и „Уплашена мечка“. Уплашена мечка 'Рита Мортис' се може видети како седи поред монитора рачунара. Највећа Ебина љутња, коју је открио у епизоди пете сезоне „Изгубљено и нађено” Тимоти Мекги, су људи који тврде да су вегетаријанци, али и даље једу пилетину. Њена друга највећа фобија су људи који погрешно рукују доказима.
Поли Перет је прокоментарисао: "Дон (Белисарио) је желео да Еби буде као особа са алтернативним начином живота, али не као наркоманка или лопов. Она је можда најпаметнија особа на телевизији." На питање о њеном приказу готичарског лика, она је одговорила да Еби „себе не би назвала другачије осим Еби... Оно што она представља је паметна, способна девојка која се не може свести на стереотип“.
Еби вози Форд модел А купе 1930/31 црвене боје бомбона са персонализованом таблицом "4NS CXIK" из Вашингтона, која је истакнута у епизоди пете сезоне „Псећи трагови“. Претходно је возила мртвачка кола (поменуто у „Јаз (1. део)“), која су слабо ишла и имала ћелаве гуме.
Као и Гибс, Еби ужива у кофеину, првенствено у облику великих шољица измишљеног пића под називом „Каф паф“. Понекад, када је забринута да јој кофеин омета сан, уместо тога пије "Не каф паф". Према Перетовој, чаше су првобитно биле напуњене хавајском соку, али када је престала да једе и пије рафинисани шећер, уместо њега је употребљен незаслађени сок од бруснице. Када је мењала уметничко дело у својој лабораторији током „Нешто је у ваздуху“, она је изјавила да има шагалски осећај, референцу на „Марка Шагала“, јеврејско-белоруског уметника чија су главна дела настала из маште и снова. Њен омиљени израз за нешто необично је "хинки". Такође је показано да ужива у посећивању концерата, али због тога што није ставила чепиће за уши на једном од њих довела ју је до привременог губитка слуха следећег дана, што ју је приморало да затражи од Диноза помоћ у анализи неких аудио доказа.
Еби је показала склоност да постане веома узнемирена, до скоро панике, ако је неко из екипе озбиљно повређен. Када је Гибс примљен у болницу, Еби је завршила на ивици нервног слома, корачајући напред-назад док је изговарала неспретан, неповезан ток свести који је објашњавао (између осталог) колико су Гибс и она били блиски, разлог због којег је долазила ван времена посете је како се осећала због Гибсове повреде и колико јој је било важно да не умре.
Еби је развила наклоност према морнаричком псу трагачу Бучу у епизоди пете сезоне „Псећи трагови“. Преименовала га је у "Џетро" у част Гибсу јер је био "згодан и тих" попут њега. Псу је подметнуто убиство подофицира јер је пронађен у кући жртве убиства, али је Еби доказала Џетрову невиност. После тога, Еби је приморала Мекгија да усвоји пса, на његову велику жалост (пошто га је Џетро напао раније у епизоди). Еби би више волела да је сама усвојила Џетра, али њен газда није дозволио станарима да имају кућне љубимце.

## Позадина Ебиног лика
Шутова је приказан као особа која је имала срећно, нормално детињство. Њен млађи брат Лука први пут је поменут по имену у епизоди девете сезоне „Непријатељ на брду“. Појављује се у 10. сезони у бљеску из прошлости. Луку је тумачио Тајлер Ритер у унакрсној епизоди 13. сезоне „Сестрински град (1. део)“ са серијом Морнарички истражитељи: Њу Орлеанс и њеном унакрсном са Морнаричким истражитељима „Сестрински град (2 део)“. Такође је напоменула да има братаницу и да је њена бака била олимпијска пливачица која је освојила сребрну медаљу. Поменула је неколико ујака, стрица, течу, међу којима су и теча Теди који је поседовао кафану, ујак Хорас кога је током једне епизоде назвала као Хораса „Ценкача“ и ујка Лари који је очигледно носио чарапе до колена и торбе. Оба родитеља су јој преминула, иако се никада не помиње када су преминули. Еби је дете које чује које су усвојили глувонеми родитељи и воли њену музику гласно. У епизоди „Морски пас“, Гибс говори Тонију да Еби зна да користи знаковни језик јер су јој оба родитеља била глувонема. Еби је изјавила да сања да посети Галапагоска острва, Доливуд и Израел пре него што умре. Еби је дипломирала са пуним успехом на Државном универзитету Луизијане са троструким смером социологије, криминологије и психологије. Магистрирала је на Државном универзитету Џорџије из криминологије и форензике. Шутову занима форензика јер је живела у близини олупине и била је заинтригирана узроцима и последицама олупина. Епизода девете сезоне „Непријатељ на брду“, открива да Еби има и рођеног брата Кајла (које игра Данијел Л. Ривас), пошто је откривено да је Еби у ствари усвојена.
Изгледа да је добро упућена у своју област студија. Ретко је запањена загонеткама које јој Гибсова екипа представља. Показало се да Еби има вештине у уобичајеној форензици, рачунарској форензици и хаковању. Назначила је да је докторирала хемију. Показало се да она сама ради сав посао на доказима. У трећој сезони добила је помоћника по имену Чарлс „Чип“ Стерлинг. Одмах се побунила, али је на крају научила да га трпи. Међутим, њихова радна колегијалност није потрајало дуго, пошто је Еби касније открила да је Стерлинг подметнуо Динозу убиство. Када је разоткривен, Чип јој је запретио ножем, али га је одмах савладала, везала селотејпом и наваљивала да јој се од тада дозволи да ради сама, на шта је пристала тадашња директорка Џени Шепард.
Такође је више пута поменуто да је побожна римокатолкиња и да је у екипи за куглање са неколико часних сестара.
У епизоди серије Морнарички истражитељи: Лос Анђелес из 2009. „Намерна случајност“, Еби је описана као да је у касним 20-им, што указује да је рођена почетком 80-их. (Глумица Перетова је рођена 1969. и имала је 40 година када је ова епизода први пут емитована.) Међутим, у бљеску из прошлости у епизоди Морнарички истражитеља из 2013. „Саобраћајна несрећа“, приказано је да је Еби имала 10 година почетком 80-их, што указује да је рођена почетком 70-их.

### Отказ
У епизоди 15. сезоне „Корак напред (1. део)“ агент МИ6 Клејтон Ривс је упуцан док је штитио Еби од убице унајмљеног да је убије, а она је тешко рањена. У следећој епизоди, „Два корака назад (2. део)“, Ривс умире а она се опоравила и нашла човека који је организовао убиство – стручњака за тајне операције којег је упознала неколико година раније. Она га је преварила да поверује да му је кафу залила кобном дозом цијанида, а затим понудила да му да противотров у замену за његово признање. Варка успева и агенти га брзо хапсе. Еби касније даје отказ да би испратила Ривсово тело назад у Енглеску и покренула добротворну организацију у част Ривса и његове мајке за помоћ бескућницима.

## Односи
Лик Еби се добро слаже са свима из екипа. Веома јој се свиђа Даки који користи њено право име Ебигејл. Скоро сви је зову Еби или Ебс, осим директора Леона Венса који је зове госпођица Шуто. Еби је жестоко одана екипи и сматра их породицом, што показује и њена невоља када је један или више њих у озбиљној опасности. Исто тако, екипа је уопштено наклоњена и описује је као „миљеницу“.
Пре смрти на дужности, посебна агенткиња Кејтлин "Кејт" Тод је била Ебина блиска пријатељица. Често су се дружиле после посла, а Еби је један од ретких ликова у серији који зна шта заправо значи Кејтина тетоважа.
Пријатељска је са помоћником обдуцента Џимијем Палмером. Она му је помогла у обдукцији и ролфовала га је кад се повредио у мртвачници у „Животу пред очима“. У „Новорођеном краљу“, Палмер доводи свог будућег таста Еда Слејтера у МЗИС. Касније у епизоди, Мекги посећује Еби да види да ли је закључала њих двојицу у задњој соби. Џими каже да Слејтер није дао коментар о Ебиној тетоважи, не би ни били на тајм ауту, што указује да је стао на Ебину страну. Џими је такође изабрао Еби да му буде „кума“ на свадби у „Мисионарској пози“.
У епизоди „Граду полумесеца“, приказана је да је у вези са вишим посебним агентом Двејном Касијусом Прајдом који води филијалу МЗИС-а у Новом Орлеансу.

### Лерој Џетро Гибс
Гибс је приказан као да има близак однос (отац/ћерка) са Еби која је у почетку била један од само два лика (други је Даки) који га се не плаше. Гибс се често види како љуби Еби у образ и грли је, посебно када добро ради на случајевима. Често јој доноси свеж сок када стигне у лабораторију по податке о случају, без обзира да ли га је позвала да му каже о томе. Гибс уопштено трпи Ебин готичарски стил облачења, знајући да она одлично ради свој посао, али често мора да је замоли да дође до тачке када почне да лута. Еби се понекад окреће Гибсу када треба да прича о нечем личном што је мучи, а он јој помаже слушајући је. И Гибс и Еби познају амерички знаковни језик пошто је Еби одрасла са глувонемим родитељима. У неколико наврата, Еби је описивана као „фаворитика“, чињеница која не заобилази остатак екипе, али јој због тога не замерају.
Гибс је такође веома заштитнички настројен према Еби, поготово када је у веома озбиљној опасности. На пример, у епизоди „Крвопролиће” претио јој је убица кога је ангажовао оптужени у случају у коме је сведочила, а који је закомпликовао и бивши дечко Микел Моер, против којег је имала забрану приласка, али ју је тада позвао кршећи налог. Када је Гибс сазнао за ово, наглашено је рекао Мичелу: "Једини разлог зашто још увек можеш да ходаш је тај што до данас нисам чуо за тебе!"
Понекад се та заштита протеже и од остатка екипе. На пример, у епизоди „Паук и мува (4. део)“, Алехандро Ривера је дошао у МЗИС и почео да прети Еби јер није послала извештај о убиству Педра Хернандеза, Ривериног оца кога је Гибс убио 20 година раније у знак освете што је убио његову прву жену Шенон и малу ћерку Кели. Цела екипа, па и Даки и Венс, наредили су му да га остави на миру и да га не узнемирава или да буде насилно испраћен из штаба МЗИСћ-а. Ривера је на крају отишао својом вољом, али је касније ухапшен због покушаја да убије Гибса и његовог оца у сигурној кући и случајно када је убио своју сестру Палому.
Гибсова брига за Ебину безбедност је толика да ће чак испустити своју заштићену шољицу кафе ако је она у озбиљној опасности. Два пута се то догодило: у епизоди „Убити Арија” када је Ари пуцао на њу док је била у лабораторији, други пут у епизоди „Возило” када је била заробљена у огледном Хамвију који је био опремљен да пуни издувним гасовима и гуши путнике.

### Зива Давид
Еби је приказана као хладна према Зиви Давид по доласку у МЗИС јер је она, као и остатак екипе, још увек била у жалости због смрти Кејт Тод и чињенице да је Зива била полусестра Арија Хасварија. Еби би шарала по сликама Зиве и често погрешно изговарала њено презиме да би је живцирала. Касније, узнемирена Зивиним смиреним одговором на Гибсову повреду у бомбашком нападу, Еби ју је ошамарила.
Еби ју је на крају прихватила и она и Зива су постале добре пријатељице. Ово се учврстило у епизоди „Напад на Капитол“ када је Зива купила Еби колачић „по избору чокохоличарке“ у знак захвалности што јој је дала смештај док је у њеном дому вршена дезинсекција због термита. Пошто је колач неочекивано нестао, Еби је искористила своје знање из форензике да докаже да га је Мекги украо, што је наљутило остатак екипе. Зива се у почетку тргнула од Ебиних загрљаја, не схватајући зашто је то учинила, али их је на крају лакше прихватила.
У завршници седме сезоне, приказано је да је Еби била присутна на Зивиној додели држављанства, заједно са Дакијем, Мекгијем и Џимијем Палмером.
Касније у епизоди „Нестала“, њих двоје су се више зближили када је Зива ухватила тинејџерку која је била сведокиња убиства свог оца и отмице најбоље другарице док су обе покушавале да помогну девојчици да се осећа опуштено током истраге која је у току.
Када је Зивин отац убијен у епизоди „Шабат шалом (1. део)“, Еби је приказана како пече колачиће у покушају да јој помогне да се осећа боље.

### Тони Динозо
Ебиин однос са Тонијем је пријатељски, при чему њих двоје праве пријатељске, ненепријатељске подсмехе једно другом и свађају се око разних тема, попут филмова и личних ствари. Еби је можда једини члан глумачке екипе МЗИС-а који показује љубав и знање о филмовима које је чак и близу Тонијевог. У „Сумраку“, пошто је Тони за длаку избегао да буде део праска првог дана када се вратио са боловања пошто је добио плућну кугу, она му је притрчала и загрлила га тако снажно да се замало није срушио. У епизоди „Намештаљка“, она је готово сама открила форензичке доказе који су коришћени да се Тонију намести убиство да би се да би се скинула љага са његовог имена, а затим је савладала убицу – свог помоћника Чипа Стерлинга – када јој је он запретио ножем. Одлетање Тонијевих кола у ваздух у „Сахраните своје мртве“ доводи до тога да она постаје све више опседнута својим послом, како би спречила мисли о његовој могућој смрти. У „Окупљању“, пошто су Тони, Мекги и Гибс спасли Зиву из Сомалије, Еби почиње брбљањем критикујући Зиву због њеног сталног неповерења према Тонију, што се, на заштитни знак Еби, завршило тиме што је рекла колико је забринута за њу и загрлила је. Ово је онда изазвало сукоб између Тонија и Зиве који је довео до тога да се њихов однос вратио у нормалу. Тони би се понекад придружио Еби у њеној лабораторији и понашао се као Гибс када је био одсутан. Када је Еби била у коми, показало се да је Тони био веома забринут за њу до те мере да Мекгија није уопште зезао око презимена.

### Тимоти Мекги
Еби је имала везу са Мекгијем за који је изјавила да би волела да остане опуштена током прве сезоне. Иако је веза прекинута крајем исте сезоне, обоје би показали љубомору када би неко супротног пола обратио пажњу на ово друго. Нека еротска задиркивања и напетост се наставила су се између њих двоје у наредних неколико сезона, што се подразумева кроз чињенице као што је Мекгијева очигледна способност да опише унутрашњост Ебине спаваће собе у свом роману. Пошто је сазнао да Еби спава у ковчегу, рекао је: „Рекао си ми да је то кутијаста софа“, указујући да је барем био тамо. Импликације су отишле даље када је додао: „Не могу да верујем да сам спавао у ковчегу“, а она је подмукло одговорила: „Ниси само спавао“. У епизоди „Крвопролиће“ када је Ебин живот угрожен па ју је екипа послала кући са Мекгијем, у једном тренутку је откирвено да је Еби држала четкицу за зубе у Мекгијевом стану.
Њихово мување је постало мање изражено у каснијим сезонама, а виши критичар ТВ водича Мет Руш указивао је да је то због бојазни продуцента да се романтика у серији превише користи. Он је закључио да би „романтично упаривање сва четири члана Гибсове екипе могло изгледати као претерано, а динамика Тони-Зива (чак и ако није баш поступљена) је толико саставни део језгра серије да нисам изненађен што су Мекгија и Еби одржали на нивоу љубави брата и сестре“. Затим је изразио мишљење да „не би очекивао да ће се то променити“.

### Доналд "Даки" Малард
Даки Еби зове Ебигејл, ословљавајући је правим именом. Мада ју је у епизоди „Бабарога“ при захваљивању назвао "Еби" уместо "Еигејлл". Еби је некада имала страх од столова за обдукцију што је поделила са Дакијем у 16. епизоди прве сезоне „Бабарога“ када су Даки и Кејт били таоци. Страх, иако углавном превазиђен, може се вратити због велика трауме, као што је виђено у 2. епизоди 10. сезоне.

## Појављивање у серијиМорнарички истражитељи: Лос Анђелес
У епизоди серије Морнарички истражитељи: Лос Анђелес „Намерна случајност“ Еби, која је претходно виђена преко видео везе или разговара са неким из своје лабораторије у Вашингтону, стигла је у Лос Анђелес да се састане са екипом Одељења за специјалне пројекте (ОСП-а) пошто их је обавестила да истражује серијског убицу званог Фантом који је побио 15-оро људи, а није оставио ни један ДНК или траг у виду отиска на местима злочина.
Пошто је већ успоставила снажно пријатељство са Ериком Билом, Еби је развила пријатељства са екипом ОСП-а у којој су такође и Џи Кален (Крис О'Донел), Сем Хана (Ел Ел Кул Џеј) и пре свега урководитељка операција Хети Ленг (Линда Хант) која је прокоментарисала да је Еби „прва службеница МЗИС-а [са] смислом за стил облачења ког је икада срела“. Још једна посебна агенткиња МЗИС-а Кензи Блај, која је стручњакиња за форензику, похвалила је Еби због њеног високог нивоа размишљања, наводећи да је дорасла овом хипу.
Еби је касније отео Фантом, а касније се открило да је он рецепционер адвокатске фирме по имену Том Смит који је покушао да је убије да би сачувао свој идентитет у тајности јер се надао да ће слободно убијати више људи пошто је развио нешто налик на то. Иако је Венс споменуо да су Гибс и Екипа за решавање тешких случајева МЗИС-а били на путу за Лос Анђелес да је спасу, Еби је спашена захваљујући напорима екипе ОСП-а и касније је виђена како Гибсу и Мекгију говори преко видео везе да је добро.
До дан данас, Еби се није враћала у Лос Анђелес нити се поново појављивала у било ком позиву преко видео везе што снажно указује да су њени наступи у првој сезони били само једнократни.

## Пријем
Током прве сезоне Морнаричких истражитеља, Рос Варнеке из Доба је написао о лику: „Њена улога је кључна у серији јер, као и код многих криминалистичких серија ових дана, форензичка лабораторија је поприште већег дела радње. Перетин једини недостатак је њена дикција. Јесам ли ја једини који има потешкоћа да је разуме?“ У јануару 2005. Бил Кини из САД Данас упоредио је ликове из серије са онима из серије Магнум, ЛИ и прокоментарисао: „тетовирана Еби, претпостављена ленчуга која је све само не, Белисарио је не-оно што се-изгледа да је признање Магнуму који је функционални и добро избалансирани Вијетнамски ветеран који је био супротност многим описима ере“. Писац Новојоршког времена Бил Картер описао је Еби као „једину редовну готичку личност на телевизији“ у октобру исте године.
Касније у серији, пријем је и даље био углавном позитиван, а неки критичари су је сматрали „лако најотлажнијом и најпријазнијом чланицом групе“. Године 2009. Дејвид Мартингејл из Звезданог телеграма је написао: „Еби Шуто, форензичарка која је са својом високом енергијом напуњеном кофеином и откаченом готичарско-навијачком гардеробом јединствена“. Џун Томас из часописа Слејт је у новембру 2011. приметила да „Еби можда изгледа као наказа, али она је родољуб који иде у цркву“. Описана је као „просторна“ и „духовиту, симпатичну личност са форензичким вештинама које су чак веће од њених чари“.
К. Ковил из Разбијеног критиковао је избор да се Ебино доба опише као „касне двадесете“ у свом гостовању 2009. у серији Морнарички истражитељи: Лос Анђелес, сматрајући то невероватним за некога ко је „још увек некако стекао докторат из хемије, диплому из социологије, психологије, рачунарске науке и добре науке“.
У марту 2011. АОЛ је поставио Еби на 95. место на Списку 100 најупечатљивијих женских ТВ ликова. У априлу 2013. студија Истраживања тржишта навело је Поли Перет и Коте де Пабло, која тумачи Зиву Давид, међу 10 најпривлачнијих познатих личности у Америци. Перетова и де Паблова су котиране на 5. односно 3. месту.